# Albert Dailey
Albert Dailey (* 16. Juni 1939 in Baltimore/Maryland; † 26. Juni 1984 in Denver/Colorado) war ein US-amerikanischer Jazzpianist und Komponist.
Daily war Anfang der 1950er Jahre Pianist am Baltimore Royal Theater und studierte Ende der 1950er Jahre an der Morgan State University und am Peabody Conservatory. Von 1960 bis 1963 tourte er mit Damita Jo. Ab 1964 lebte er in New York und arbeitete u. a. mit Dexter Gordon, Roy Haynes, Sarah Vaughan, Charles Mingus und Freddie Hubbard (mit dem er auch aufnahm).
1967 trat er beim Monterey Jazz Festival mit Woody Herman auf. Ende der 1960er und Mitte der 1970er Jahre gehörte er Art Blakeys Jazz Messengers an, daneben trat er mit Sonny Rollins, Milt Jackson, Stan Getz, Elvin Jones und Archie Shepp auf. In den 1980er Jahren hatte er Auftritte in der Carnegie Hall und bei den Mobil Summerpier Concerts. Er war Mitglied der Upper Manhattan Jazz Society (mit Charlie Rouse, Benny Bailey und Buster Williams) und spielte auch mit Buddy DeFranco.
Er komponierte die Titel „The Day After the Dawn“, „Bittersweet Waltz“, „Encounter“, „A Lady's Mistake“ und die Africa Suite.

## Diskographische Hinweise
- The Day After the Dawn mit Richard Davis, David Lee, Jack Wilkins, 1972
- That Old Feeling mit Billy Hart, Buster Williams, 1978
- Textures mit Eddie Gladden, Rufus Reid, Arthur Rhames, 1981

## Lexikalischer Eintrag
- Leonard Feather, Ira Gitler: The Biographical Encyclopedia of Jazz. Oxford University Press, New York 1999, ISBN 0-19-532000-X.